# 탈희소성
탈희소성(脫稀少性, Post-scarcity) 사회는 인간의 노동력이 최소한으로 들게끔 생산력이 발달하자, 상품의 양이 너무 많아져 그 가격이 매우 싸지거나 아예 공짜가 되는 경제 이론적 상황을 뜻한다. 탈희소성 사회는 모든 상품과 서비스의 희소성이 완전히 제거된 것을 의미하는 것은 아니지만, 모든 사람들이 생존에 필요한 기본적인 것들과 상품과 서비스에 대한 수요가 상당히 충족되는 상태를 의미한다. 하지만 관련 연구자들은 탈희소성 사회에 이르렀다 할지라도 몇 가지의 상품은 여전히 희소한 상태로 남을 것이라고 강조하기도 한다.
"탈-희소성의 세계 : 2050-2057년"(영어: The Post-Scarcity World of 2050–2075")에 따르면 현재 인류가 희소한 시대에 살고 있는 이유는 19세기와 20세기에 미래를 충분히 준비하는 행동을 하지 않았기 때문이라고 주장한다. 1975년부터 2005년의 기간은 자원(석유, 물, 에너지, 식량, 신용 등)이 이전 시대보다 상대적으로 풍부했으며, 이 덕분에 서구 사회의 산업화와 발전이 촉진되었다. 하지만 늘어나는 인구와 함께 자원에 대한 수요의 증가는 자원의 고갈로 이어졌다. 탈희소성 논의의 발전은 이 시기 자본주의가 희소한 자원을 어떻게 다루어야 하는지에 대한 분석에 의해 부분적으로 영향을 받았다.

## 같이 보기
- 일반인 기반 공동 생산방식
- 공산제
- 정보화 사회
- 지식경제
- 뉴프런티어
- 희소성
- 과학주의
- 보편적 기본소득